# Zorochros tetratoma
Zorochros tetratoma là một loài bọ cánh cứng trong họ Elateridae. Loài này được Rosenhauer miêu tả khoa học năm 1856.